# The Addams Family (videogioco 1992 Game Boy)
The Addams Family è un videogioco a piattaforme e sparatutto pubblicato dalla Ocean Software nel 1992 per Game Boy. Il titolo è ispirato al film La famiglia Addams.
Nello stesso periodo la Ocean pubblicò The Addams Family con licenza del film anche per altre piattaforme, ma con un design molto diverso.

## Trama
Dopo un'introduzione di testo (inglese, francese o tedesco nell'edizione europea) con vista su Casa Addams, il gioco segue il cammino di Gomez Addams, intento a salvare sei membri della sua famiglia, che sono stati rapiti e nascosti nella sua magione, infestata da trappole e strani esseri. Gomez dovrà esplorare l'intera casa, compresi i labirinti e la soffitta, il bosco e il cimitero limitrofi.

## Modalità di gioco
The Addams Family è un platform bidimensionale a scorrimento multidirezionale. Gomez può saltare a varie altezze e sparare con varie armi. Inizialmente è dotato di coltelli da lancio e può acquisire altro equipaggiamento. L'energia vitale è rappresentata da una serie di cuori che cambiano progressivamente colore.
L'arma o altro oggetto da utilizzare può essere selezionato e la sua immagine compare in una finestrella in basso, insieme a una barra che ne rappresenta la potenza; gli oggetti si consumano con l'uso e possono essere ripristinati raccogliendo apposite ricariche.
Sarà necessario trovare gli appropriati oggetti per superare determinati ostacoli. Ci sono diversi tipi di creature nemiche, alcune possono essere stordite saltandonci sopra, altre vanno eliminate sparando. Le armi possono essere più o meno efficienti a seconda del tipo di creatura.
Si può passare tra diversi ambienti entrando nelle porte o in alcune buche. Al termine di ogni stanza-livello si affronta un boss, da eliminare colpendolo in un determinato punto (variabile a seconda del boss). Sconfitto un boss si salva un familiare di Gomez, che gli dona una nuova arma.
Oltre a ricariche di energia vitale e dell'arma, si possono trovare alcuni tipi di pozioni che trasformano Gomez: licantropo che potenzia salto e velocità, Frankenstein per invincibilità in 10 scontri, mostro marino per poter nuotare sott'acqua (si usa un pulsante per respirare) e vampiro per volare (si usa un pulsante per prendere quota).

## Colonna sonora
Il tema della famiglia Addams viene riprodotto come musica introduttiva. Nel corso del gioco le musiche variano a ogni livello.

## Accoglienza
La versione Game Boy di The Addams Family ricevette giudizi variabili, mediamente intorno alla sufficienza. Tra i più positivi la recensione di Game Power (voto 81%), che lo trovò uno dei migliori giochi della Ocean per Game Boy, tra i più negativi quello di Computer+Videogiochi (voto 52%), che lo trovò decisamente mancante di originalità e longevità.